# Sangria

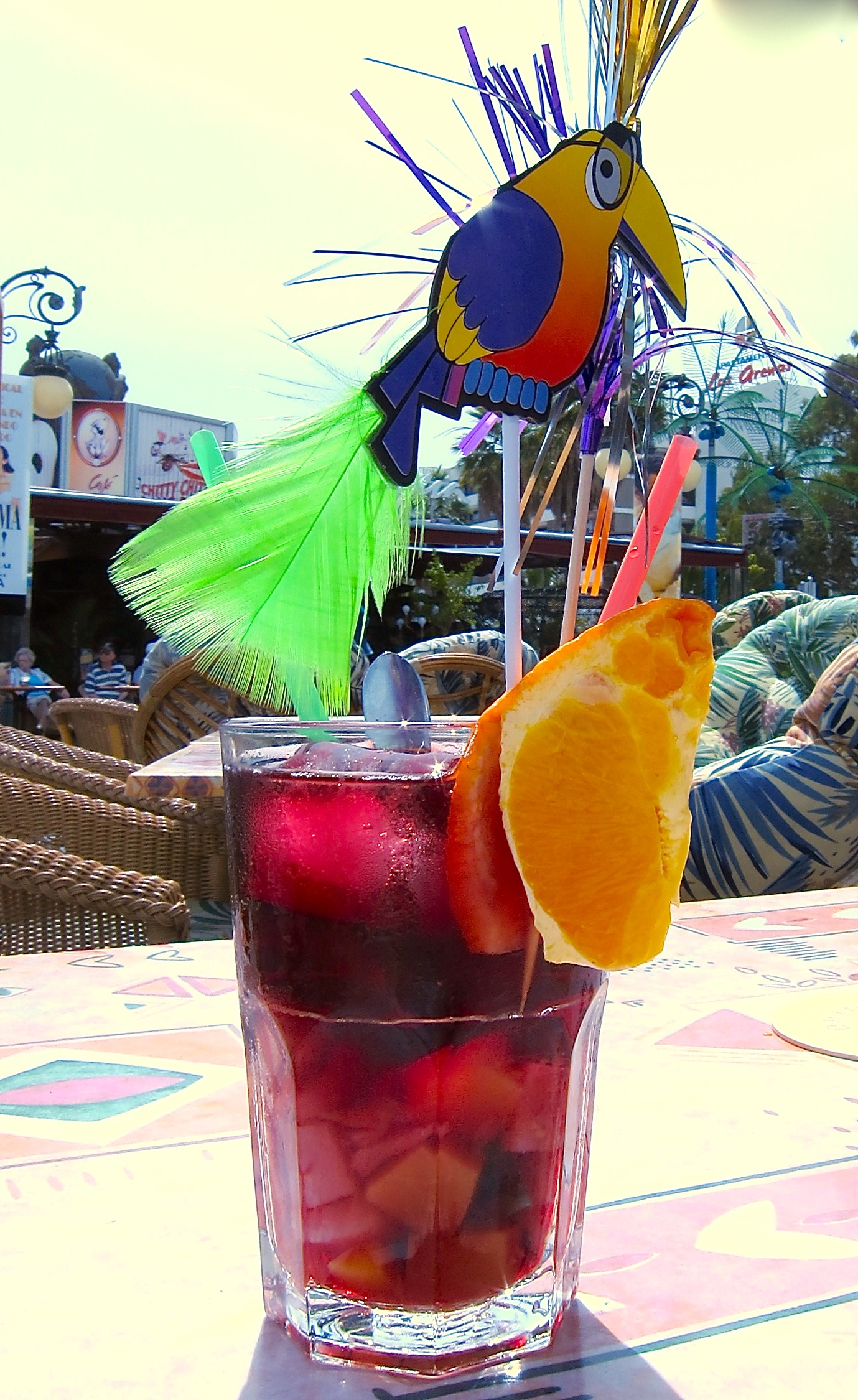
En sangriadrink.

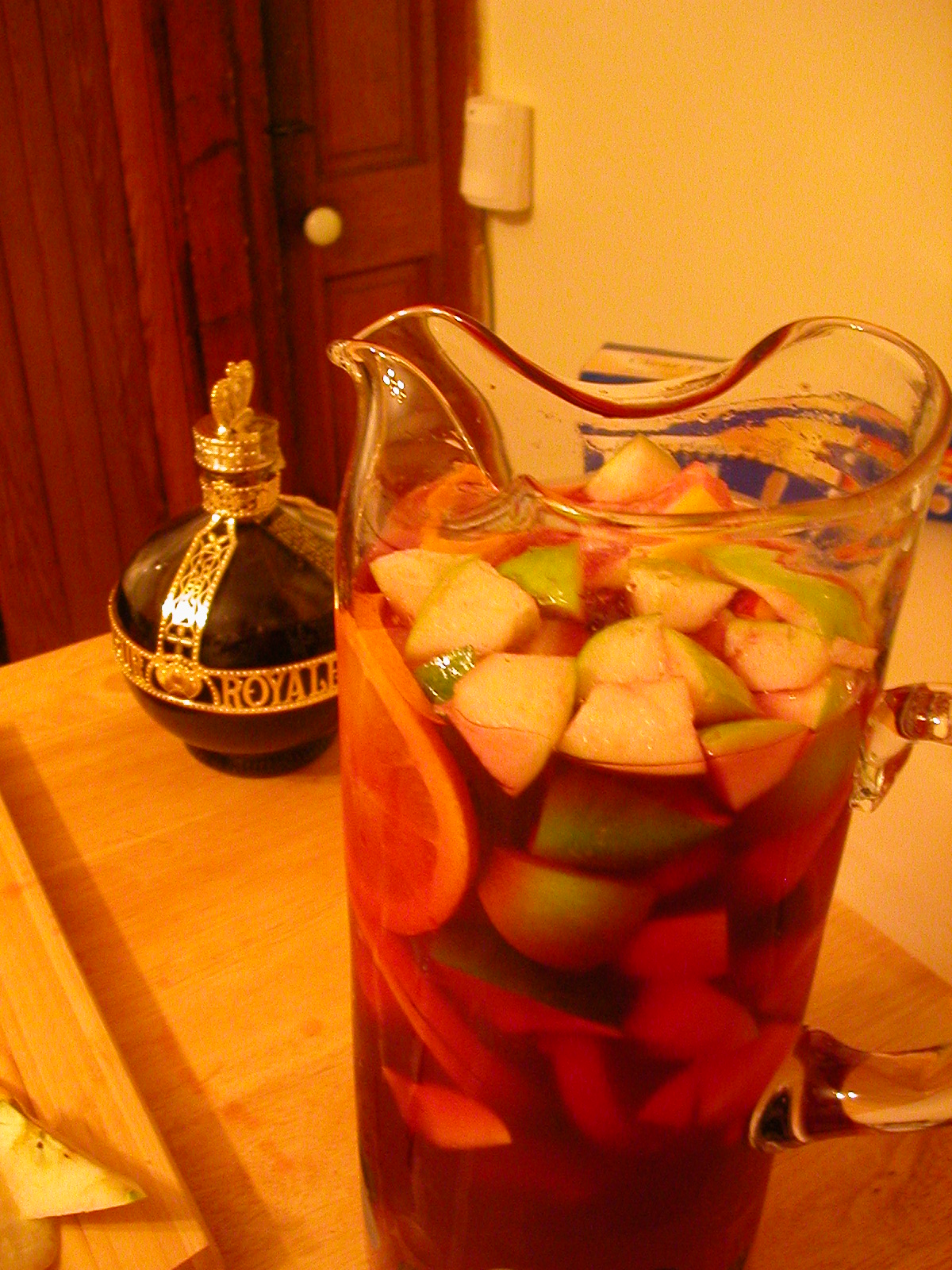
Hemgjord sangria.

Sangria (spanska: sangría) är ett slags vinbål från Spanien och Portugal som är baserat på rödvin, vatten och frukt. Sangria har fått sitt namn efter det spanska ordet sangre som betyder blod.
Sangria kan innehålla:[källa behövs]
- Rött (sött) vin
- Frukt i skivor eller bitar
- Något sött: bananlikör, honung eller apelsinjuice
- Brandy eller cognac
- Sodavatten, mineralvatten eller tonic
- En bit kanelstång
- Isbitar